# 凯西·格里芬

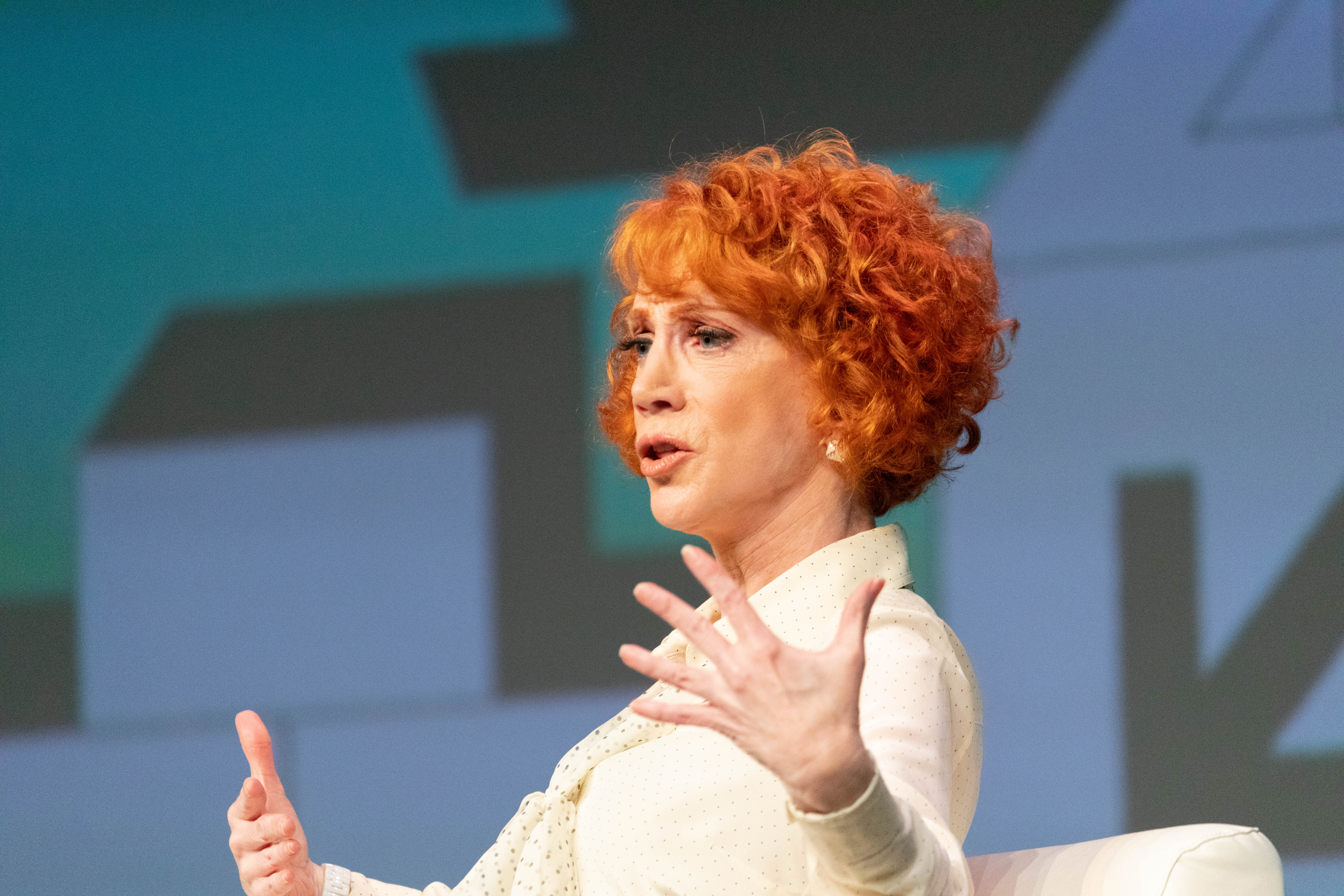
凯西·格里芬

凯西·格里芬（1960年11月4日—）是一位美国喜剧女演员，曾获得黃金時段艾美獎。
凯西·格里芬反對唐納·川普。2017年5月30日，她發佈了一段視頻，視頻中她拿了一个面具，而這個面具的造型酷似沾有鮮血的唐納·川普的头颅。 2020年11月4日，格里芬再次发布了一张她与血淋淋的唐納·川普头颅模型的合影。 
2022年11月6日，格里芬的推特賬號因冒充埃隆·马斯克而被推特封禁。當時格里芬的賬號使用了马斯克的头像并將推特账号改成馬斯克的名字，並用這個冒充賬號發推文，恳请人们在即將到來的美國中期选举中投票给民主党。後來她解釋自己為何要冒充馬斯克時表示，她之所以要冒充是为了支持妇女权利。马斯克同日发推文称，任何冒充公众人物的賬號都将被永久封禁。 第二天，格里芬在她已故母亲的推特账号上发帖，称马斯克为“混蛋”。 11月18日，埃隆·马斯克又宣布，由于推特出台了新规定，她的账户已解封。 
格里芬還支持LGBT权利以及同性婚姻。 